# 한국의 줄다리기

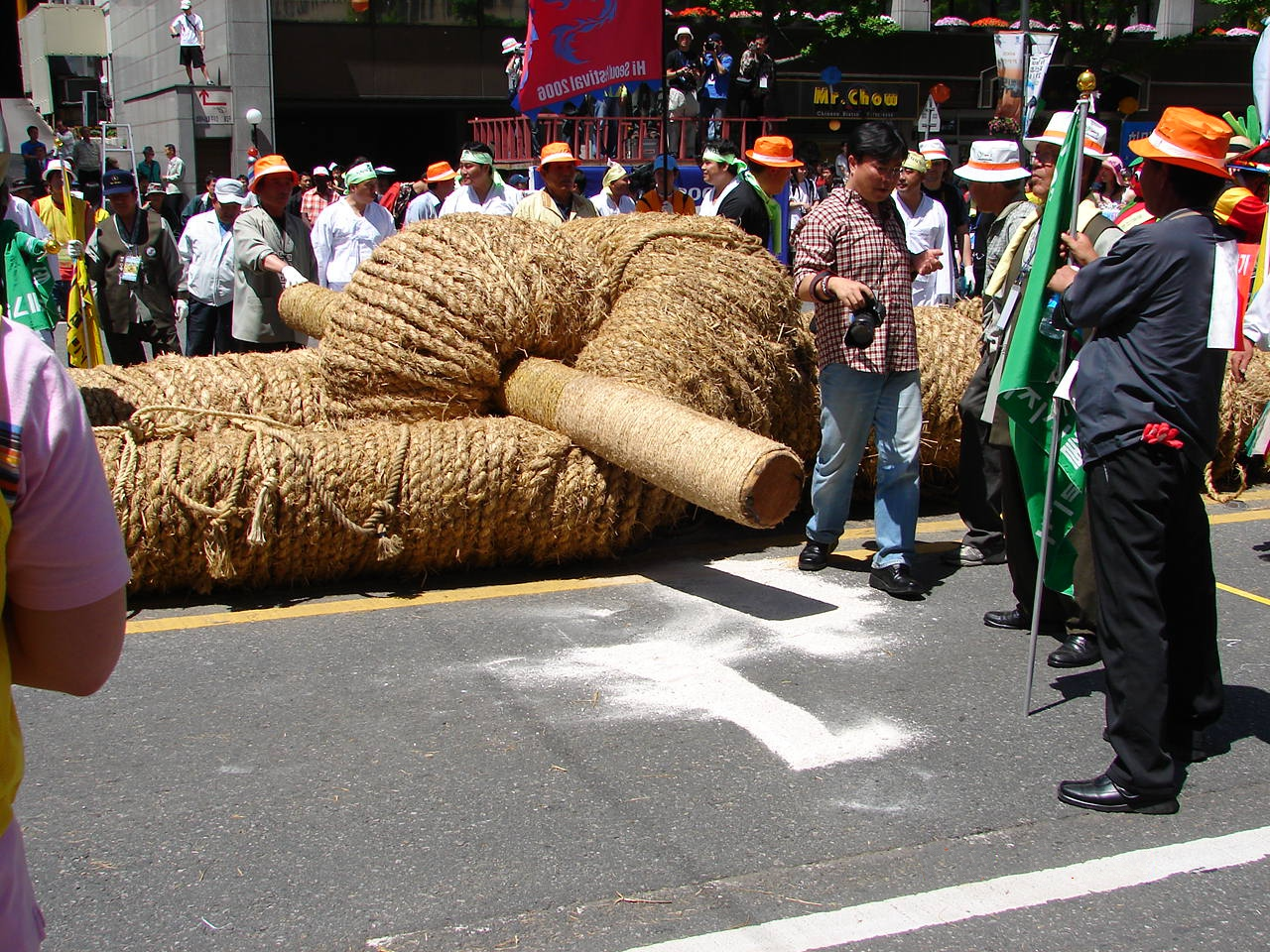

줄다리기는 한국의 전통 스포츠이다. 이는 전국의 많은 농업 공동체에 의식적이고 신성한 의미를 갖고 있으며 축제와 공동체 모임에서 공연된다. 이 스포츠는 중앙 말뚝으로 연결된 두 개의 거대한 짚줄을 사용하며, 마을의 동쪽과 서쪽을 대표하는 팀이 이 밧줄을 잡아 당긴다(대회는 종종 서쪽 팀에게 유리하게 조작된다). 실제 대회 전후에 다양한 종교 및 전통 의식이 거행된다.
한국의 여러 지역에는 고유한 줄다리기 변형이 있으며, 농업과 관련된 유사한 줄다리기 게임이 동남아시아 전역의 농촌 지역사회에서 볼 수 있다.
2015년부터 캄보디아, 필리핀, 베트남에서 다른 유사한 형태와 함께 "줄다리기 의식 및 게임"으로 유네스코 무형문화유산 목록에 등재되어 있다. 1969년부터 대한민국의 국가무형문화재로 등록되기도 했다.

## 문화적 중요성
줄다리기는 여러 농업 축제의 중요한 부분이며 정월 대보름 달 축제의 일반적인 행사이다.
많은 한국 농촌 민속 전통과 마찬가지로 이 스포츠는 미래의 사건, 특히 수확을 예측하는 것으로 간주된다. 마을의 양쪽(동서) 사이의 의식적인 경쟁의 결과는 가을에 수확될 그 해의 쌀 수확량의 지표로 간주되었다. 그 결과 남부의 쌀 재배 지역에서는 줄다리기와 유사한 민속 스포츠가 성행하고 있다. 이는 동남아시아에서 용(줄다리기의 밧줄이 닮았다고 생각됨)과 비 사이의 공통된 연관성 때문이다. 결과적으로 줄다리기 또는 이와 유사한 줄다리기 의식도 역사적으로 가뭄 기간 동안 개최되었다. 사용된 두 개의 로프의 연결(한 로프의 작은 고리가 다른 로프의 더 큰 고리를 통해 배치됨)은 성교를 연상시키며, 이는 또한 스포츠와 다산의 연관성을 불러일으킨다.

## 같이 보기
- 줄다리기
- 고싸움놀이